# جون غريفز (لاعب دوري الرغبي)
جون غريفز (بالإنجليزية: John Graves)‏ هو لاعب دوري الرغبي أسترالي، ولد في 19 يناير 1926، وتوفي في 23 يوليو 1983 في بادينغتون ‏ في أستراليا.